# Scaphinotus viduus
Scaphinotus viduus är en skalbaggsart som beskrevs av Pierre François Marie Auguste Dejean. Scaphinotus viduus ingår i släktet Scaphinotus och familjen jordlöpare. Inga underarter finns listade i Catalogue of Life.